# Macromotettix compactus
Macromotettix compactus är en insektsart som först beskrevs av Lucien Chopard 1929.  Macromotettix compactus ingår i släktet Macromotettix och familjen torngräshoppor. Inga underarter finns listade i Catalogue of Life.